# ピール法
ピール法（ぴーるほう）は植物化石の組織構造を効率よく調べるための研究技法のひとつである。
植物化石は多くの場合、細胞壁が化石内に保存されているため、岩石標本と同様にダイヤモンドカッターでスライスして研磨し、薄片にしたものを顕微鏡で観察すると、現生植物と同様に組織構造が観察できる。しかし、化石をスライスして研磨すると、ひとつの化石からせいぜい数枚の薄片しか得られず、化石の組織の大半は研磨によって失われるため、貴重な化石の無駄が大きくなってしまう。この問題を解決するべく考案されたのがピール法である。
植物化石の一部を平らに研磨して塩酸やフッ化水素酸といった腐食剤で化石の鉱物部分をわずかに溶かすと、有機物からなる細胞壁部分が薄い層になって浮かび上がる。この面を乾燥させ、アセトンで濡らして薄いアセチルセルロース樹脂のシート、すなわちアセテートフィルムをかぶせると、残存している植物組織がアセトンで軟化膨潤したアセテートフィルム内部に沈み込む。これを十分乾燥させてフィルムを剥ぎ取ると生きた植物から切り出した切片と同様の標本がアセテートフィルムに埋没して得られる。これをスライドガラスの上に載せ、カナダバルサムなどの封入剤とカバーガラスとで封入して顕微鏡観察する。
剥ぎ取りが終わった研磨面は再度研磨して同じ工程を繰り返すことで、化石組織の連続切片が得られる。